# Kathryn Elizabeth Hare
Kathryn Elizabeth Hare (1959) é uma matemática canadense, especialista em análise harmônica e geometria fractal. É catedrática do Departamento de Matemática Pura da Universidade de Waterloo.

## Educação e carreira
Hare estudou na Universidade de Waterloo, com graduação em 1981. Obteve um Ph.D. na Universidade da Colúmbia Britânica em 1986, orientada por John James Francis Fournier, com a tese Thin Sets and Strict-Two-Associatedness.
Foi professora assistente na Universidade de Alberta de 1986 a 1988, antes de retornar para Waterloo.

## Prêmios e reconhecimentos
Em 2011 a Universidade Técnica Chalmers concedeu-lhe um doutorado honorário.

## Publicações
- Hare, Kathryn E.; Klemes, Ivo (1995), «On permutations of lacunary intervals», Transactions of the American Mathematical Society, 347 (10): 4105–4127, doi:10.2307/2155216.[6]
- Graham, Colin C.; Hare, Kathryn E. (2013), Interpolation and Sidon Sets for Compact Groups, ISBN 978-1-4614-5391-8, CMS Books in Mathematics/Ouvrages de Mathématiques de la SMC, Springer, New York, doi:10.1007/978-1-4614-5392-5.[7]
- Hare, Kathryn E.; He, Jimmy. (2017), «The absolute continuity of convolution products of orbital measures in exceptional symmetric spaces», Monatshefte für Mathematik, 182 (3): 619–635, arXiv:1511.05799, doi:10.1007/s00605-016-0999-5.[8]